# (35373) 1997 UT25
1997 يو تي 25 (ويعرف أيضًا باسم (35373) 1997 يو تي 25 وفق تسمية الكوكب الصغير) (بالإنجليزية: 1997 UT25)‏ هو كويكب ضمن حزام الكويكبات؛ وترتيبه 35373 من حيث الاكتشاف.
اكتُشف هذا الجُرم الفلكي بواسطة Uppsala–DLR Trojan Survey ‏ في 25 أكتوبر 1997.

## وصلات خارجية
- (35373) 1997 UT25 في قاعدة بيانات مختبر الدفع النفاث لأجرام النظام الشمسي الصغيرة

- الاكتشاف · مخطط المدار ·  العناصر المدارية · المعلمات المادية

- (35373) 1997 UT25 على موقع ويكي سكاي: DSS2, SDSS, GALEX, IRAS, Hydrogen α, X-Ray, Astrophoto, Sky Map, Articles and images